# Pachyteria loebli
Pachyteria loebli là một loài bọ cánh cứng trong họ Cerambycidae.